# Clem Labine
Pour les articles homonymes, voir Labine.
Clément Labine, dit Clem Labine, (6 août 1926 à Lincoln (Rhode Island) – 2 mars 2007 à Vero Beach (Floride)) était un joueur des ligues majeures de baseball. Il était lanceur (pitcher) et droitier.

## Biographie
En tant que recrue, il connait 5 victoires et 1 défaite en saison régulière puis il prend part au deuxième match de la série éliminatoire opposant son équipe aux Yankees de New York qui se font écraser 10-0. Clément Labine s'illustre dès sa première saison chez les professionnels et termine troisième du classement des meilleurs recrues de l'année en Ligue Nationale derrière Willie Mays. 
Il joua 513 matchs dans la MLB pour les Dodgers de Brooklyn (1950-1957) qui déménageront à Dogers de Los Angeles (1958-1960), les Tigers de Détroit (1960), les Pirates de Pittsburgh (1960-1961), et les Mets de New York (1961-1962) avec 77 victoires pour 56 défaites.
Essentiellement utilisé comme lanceur de relève chez les Dodgers, il participe très activement à la conquête du titre 1955, en disputant 60 parties cette saison-là et en remportant notamment une partie des séries mondiales. Il est désigné membre de l'équipe d'étoile en 1956 et 1957.
Il quitte les Dodgers en 1960 et termine la saison chez les Tigers de Détroit puis les Pirates de Pittsburgh. Avec les Pirates, il remporte les séries mondiales 1960. Dans la foulée du titre, il effectue la saison 1961 avec les Pirates avant d'opter brièvement pour les Mets de New York en 1962.